# 高鍋町立高鍋西中学校
高鍋町立高鍋西中学校（たかなべちょうりつ たかなべにしちゅうがっこう）は、宮崎県児湯郡高鍋町大字持田にある公立中学校。

## 沿革
- 1947年5月8日 - 6学級305名で開校。
- 1973年 - プール竣工。
- 1983年 - 体育館落成。

## 概要
- 生徒数303名
- 学級数11個（通常学級9、特別支援学級2）
- 職員数23名

（2009年5月1日現在）

## 交通
- JR日豊本線 高鍋駅より宮崎交通バス 「西小学校前」停留所下車。

## 著名な関係者

### 出身者
- 今井美樹（歌手）
- かみちぃ(ジェラードン)
- GADORO(ラッパー)